# Cleomella longipes
Cleomella longipes är en paradisblomsterväxtart som beskrevs av John Torrey. Cleomella longipes ingår i släktet Cleomella, och familjen paradisblomsterväxter. Inga underarter finns listade i Catalogue of Life.